# 존 레이필드
존 찰스 레이필드(John Charles Layfield, 1966년 11월 29일 ~ )는 전 프로레슬링선수이자 방송인이다. 1992년 프로레슬링 입문했으며 1996년도에 WWF에 데뷔했다. JBL(존 브래드쇼 레이필드, John Bradshaw Layfield)이라는 이니셜로 잘 알려진 프로 레슬링 선수로 주로 악역 프로레슬링선수로 활동했다. 여담으로 그는 '스맥다운에서 역사상 최장수 WWE 챔피언'이라고 한다. 2009년 레이 미스테리오와의 경기에서 패배한 뒤 화가 나서 레슬링을 그만둔다고 말해버렸으며, 정말로 선수 생활을 그만두었다. 현재는 선수로 활동하지 않고 WWE에서 해설진 역을 맡고 있다. 피니쉬 무브로는 호쾌하게 작렬하는 크로스라인 프롬 더 헬(런닝 하이 임팩트 래리어트)이 있다.

## 신체 사항
키 201cm
몸무게 121kg

## 프로레슬러가 되기전
그는 미국 텍사스 애빌린에서 태어났으며, '블랙잭' 란자의 조카이다. 그가 프로레슬링이 되기전에는 풋볼을 한적이 있었다. 풋볼에서 트리니티 밸리 대학에서 코치로, 어빌린 크리스찬 대학교에서 선수로 경험이 있었다.

## 프로레슬링

#### 글로벌 레슬링 연합 (GWF) (1992~1994)
그는 브래드 레인건즈(Brad Rheingans)에게 프로레슬링 훈련을 받아 풋볼선수에서 프로레슬러로 전향했다. GWF에서의 경력은 잘 알려지지는 않지만 바비 던컴Jr. 또는 블랙 바트와 함께 GWF 태그팀 챔피언십 2회를,케빈 본 에릭을 이기고 NWA 북미 헤비급 챔피언십을 차지했다. 하지만 NWA 북미 헤비급 챔피언십은 2달후 그레이그 발렌타인에게 내주었다.

#### 월드 레슬링 엔터테인먼트 (WWE) (1996~2009)

###### 뉴블랙잭스 (1996~1998)
1996년 1월 WWE(현재 WWE)로 이적한 그는 카우보이 프로레슬링 기믹인 블랙잭스로 데뷔했다. 배리 윈덤과 함께 뉴 블랙잭스란 태그팀으로 활동했다.

###### 애콜라이츠/A.P.A. (1998~2004)
그는 블랙잭스에서 애콜라이츠로 기믹을 전환하여 파룩과 함께 태그팀으로 활동했다. 당시 애콜라이츠가 결성할때는 '미니스트리 오브 다크니스'의 일원으로 언더테이커의 부하들이랑 다름이 없었다. 1999년 5월 31일, 파룩과 함께 케인과 X-팍을 꺾고 처음으로 월드 태그팀 챔피언이 되었지만, 1개월 후에는 하디 보이즈에게 뺏긴다. 2000년에는 사무실을 차려서 애콜라이츠에서 A.P.A.로 변경한다. A.P.A.회사의 업적은 의뢰인인 돈을 지급하면 해당 선수를 보호하는 역할이었다. 2년동안 지켜오다가 파룩이 퇴출과 동시에 A.P.A.가 해체되자 레이필드는 솔로로도 활동했다. 솔로로 활동하여 하드코어 챔피언십 디비전을 활약하여 한 동안 통산 17회 하드코어 챔피언십이 된것이다. 2003년 잠시 A.P.A.을 결성하지만 2004년 파룩의 은퇴로 다시 솔로로 활동했다.

###### 존 브래드쇼 레이필드 (2004~2006)
파룩의 은퇴이후, 솔로로 활동하는 레이필드는 부자기믹 '존 브래드쇼 레이필드'로 전환해 본격적인 메인이벤터로 시작된다.

에디 게레로에게 도전하려는 그는 2004년 그레이드 아메리칸 배쉬에서 '텍사스 불로프 매치' 당시 단장이었던 커트 앵글때문에 WWE 챔피언으로 등극 했다. 이는 스맥다운 소속으로써 '스맥다운 역사상 최장수 WWE챔피언'이라는 명칭을 얻곤했다. 게다가 '캐비넷'이란 스테이블을 만들어 올랜도 조던,배샴 브라더스, 질리안등 부하로 삼았다. WWE챔피언이 었을 때 수많은 도전을 받아들이면서 언더테이커, 빅 쇼, 부커 티,커트 앵글을 상대하면서 힘들게 방어하기도 했다. 

2005년에는 존 시나가 로얄럼블에서 준우승을 하면서 대립이 시작되었다. WWE 유나이티드 스테이츠 챔피언십이었던 존 시나는 레이필드와의 대립으로 레이필드의 부하인 올랜도 조던에게 유나이티드 스테이츠 챔피언십을 내주었다. 그렇게 대립이 악화되에 레슬매니아 21까지 이어지면서 존 시나와 대결하지만 패배하여 WWE챔피언을 빼앗겼다. 저지먼트 데이에서는 존 시나에게 'I quit!'매치로 도전했지만, 'I quit!'이라 외쳐서 패배했다. WWE챔피언십의 벨트도 현재의 벨트(존 시나의 스파이너 챔피언 벨트)로 바뀌었고, 2005년 드래프트 로터리에 의해 존 시나가 RAW로, 월드 헤비급 챔피언이었던 데이브 바티스타가 스맥다운으로 이적했다. 바티스타와 대립하기전에 nWo(뉴 월드 오더)를 패러디한 bWo (블루 월드 오더)와 대립도 있는데 블루 미니가 그를 조롱했다. 바티스타와 대립하면서 월드 헤비급 챔피언십에 도전했지만 번번히 실패했다. 그리고 레이 미스테리오와도 대립이 있었는데 9월 16일에는 처참하게 졌지만 나중에 노 머시에서 되 갚아 이겼다.

2006년에는 로얄럼블에서 부기맨에게 봉변을 당해 패배하였고 노웨이 아웃에서는 바비 레쉴리를 이겼다. 그리고 레슬매니아22에서는 유나이티드 스테이츠 챔피언이었던 크리스벤와를 꺾고 유나이티드 스테이츠 챔피언이 되었다. 그가 유나잇 스테이츠 챔피언일 때 단 한번도 도전을 받아들지 않았으며 월드 헤비급 챔피언인 레이 미스테리오와 대립을 했다. 그 대립으로 레이필드는 마크 헨리, 더 그레이트 칼리, 케인 등을 불러들어 레이 미스테리오를 괴롭혔다. 하지만 저지먼트 데이에서는 레이 미스테리오에게 월드 헤비급 챔피언십 매치에 도전했지만 실패했다. 스맥다운 5월 26일(녹화 날짜 5월 23일)에는 레이 미스테리오에게 다시 도전을 하려 했지만 바비레쉴리에게 유나이티드 스테이츠 챔피언십을 빼앗긴다. 화가난 그는 테디 롱에게 다시 도전을 요청하려 했지만 테디 롱의 '네가 진다면 WWE를 떠나라.'라는 발언에 휩싸인다. 결국 레이 미스테리오에게 패배하면서 WWE에서 선수로써의 생명은 끝이 났다.

###### 해설위원 시절 (2006~2007)
ECW의 부활로 스맥다운 해설위원이었던 태즈가 ECW로 이적하자 그가 스맥다운 해설위원으로 복귀했다. 그의 파트너는 마이클 콜로 1년 반동안 WWE의 목소리로 활동했다. 
 사이버 선데이 2007에서 '바티스타 VS 언더테이커'의 대결에서 특별심판 후보의 3명중 한명이었으며 (스티브 오스틴, 믹 폴리중 하나) 항상 언더테이커를 호응하는 척하다 언더테이커에게 얻어 맞고 투표요청을 끝까지 홍보를 했다. 그러나 그가 10%밖에 못 받은 반면 스티브 오스틴이 압도적인 투표(79%)로 특별심판이 되었다. 2007년 아마겟돈에서 '랜디 오턴 대 크리스 제리코'의 WWE챔피언십 매치에서 제리코가 그를 미는 바람에 크리스 제리코를 공격했다. 다행히 랜디 오턴이 방어에 성공한 한편 크리스 제리코와의 대립이 시작되 선수로써 복귀하였다.

###### 제2의 선수 경력 (2007~2009)
그는 크리스 제리코와 대립했으며 로얄럼블에서 제리코에게 실격으로 승리했지만 많은 피폭을 당했다. 그리고 2월 18일 RAW에서 빈스 맥맨과 혼스워글의 '철장 매치'대결에서 이 대결에 끼어들어 혼스워글을 처참히 괴롭혔다. 이 계기 때문에 핀레이와의 관계가 악화되어 대립이 시작했다. 2008년 WWE 명예의 전당에서 브리스코 형제에게 헌액해 주었다. 다음날 레슬매니아 24에는 핀리와의 '벨파스트 불로우 매치'에서 승리하여 핀리와의 대립이 끝났다. 백래쉬에서 페이탈 포 웨이 제거 매치에서 트리플H, 랜디 오턴, 존 시나를 상대 하지만 존 시나에게 제거되어 패배하였다. 그 계기로 존 시나와의 대립이 시작했다. 저지먼트 데이에서는 시나에게 패배했고, 원 나잇 스탠드에서 '퍼스트 블러드 매치'에도 패배하였다. 하지만 그레이트 아메리칸 배쉬에서는 '뉴욕 파킹 랏 브롤 매치'에서 승리했다. RAW로 이적한 CM 펑크가 머니인더 뱅크를 이용해 에지를 이겨 월드 헤비급 챔피언이 되자, CM 펑크와 대립을 이어 나갔다. 섬머슬램에서는 도전했지만 패배했다. 마찬가지 언포기븐에서 '챔피언십 스크램블 매치'에서도 도전했지만 패배했다.
11월부터 숀 마이클스와 대립을 했는데 서바이버 시리즈에서 팀의 캡틴이 되어 팀숀 마이클스를 상대로 대결했지만 패배했다. 숀 마이클스 家에서 (각본상) 가난해 지자 숀 마이클스 고용해 가난을 구제해준다고 했다. 그 후 숀 마이클스는 그의 동업자가 되어 그에게 도와준다. 하지만 로얄럼블에서 존 시나를 상대하지만 숀 마이클스때문에 패배했다. 그 이후로 사이가 악화되어 노 웨이 아웃에서 경기를 부킹했다. 경기 방식으로 자신을 이기면 해방을 시켜준다고 했다. 결국 노 웨이 아웃에서 패배해 숀 마이클스가 다시 활발해졌다. 이후 레슬매니아25에서 언더테이커에게 연승행진에 도전하려 했지만 숀 마이클스가 도전하겠다고 밝혔다. (레슬매니아 25에서 결과는 언더테이커의 승.) 레이필드는 인터콘티넨탈 챔피언이었던 CM 펑크를 상대로 승리해 인터콘티넨탈 챔피언이 되어 WWE 트리플 크라운과 그랜드 슬램을 동시에 등극했다. 그러나 레슬매니아25에서 레이 미스테리오의 상대하지만 21초로 패배해 인터콘티넨탈 챔피언십을 내주었다. 이때 레이필드는 그만 두겠다는 말을 해 프로레슬러로써 정식으로 은퇴하였다.

### 복귀 (2011)
2011년 3월 7일 RAW에서 마이클 콜이 악역시절 제리 럴러와 대립했을 때 레이필드가 복귀했지만 스티브 오스틴이 등장하는 바람에 스터너로 얻어 맞았다.

## 은퇴 이후
은퇴 이후 그는 2009년~2010년까지 OVW 아나운서와 MMA프로모션에서 해설진으로 활동했다. 현재는 스맥다운 해설위원으로 활동중이다.

## 수상 경력
- WWE 챔피언 (1회)
- WWE 인터콘티넨탈 챔피언 (1회)
- WWE 월드 태그팀 챔피언 (구 버전) (3회)
- WWE 유러피언 챔피언 (1회)
- WWE 하드코어 챔피언 (18회)
- WWE 유나이티드 스테이츠 챔피언 (1회)
- 20대 WWE 트리플 크라운
- 11대 WWE 그랜드 슬램
- NWA 북미 헤비급 챔피언 (1회)
- GWF 태그팀 챔피언 (2회)
- CWA 월드 태그팀 챔피언 (1회)
- MCW 남부 태그팀 챔피언 (1회)
- USWF 태그팀 챔피언 (1회)
- OVW 남부 태그팀 챔피언 (1회)

## 같이 보기
- A.P.A.
- 론 시몬스
- 질리안 홀
- 존 시나
- 바티스타
- 언더테이커